# ۴۸۶ (قمری)
۴۸۶ (قمری)، چهارصد و هشتاد و ششمین سال در گاهشماری هجری قمری است. اول محرم این سال برابر با هفتم فوریه سال ۱۰۹۳ میلادی است.

## وابسته
- فضل بن حسن طبرسی